# Felipe García Vélez
Felipe García Vélez (n. Herrería de Santa Cristina, Carrascosa, Conca) és un actor espanyol principalment coneguda pel seu paper de Echegui en la sèrie El pueblo de Telecinco i Amazon Prime Video.

## Trajectòria
Nascut al petit llogaret d'Herrería de Santa Cristina a la Serranía de Cuenca, de jove va practicar atletisme a nivell professional en Barcelona. Quan va fer el servei militar obligatori va sentir la vocació del món de la interpretació, va començar a formar-se a Barcelona i després es va mudar a Madrid, on va continuar prenent classes i va començar a treballar d'actor.
Actor d'enorme experiència, cal destacar entre els seus nombrosos papers a sèries com El pueblo, Cuéntame como pasó, Águila Roja, Sin tetas no hay paraíso, Hospital Central, Policías, en el corazón de la calle, Compañeros o Periodistas i a les pel·lícules A cambio de nada i ¡Ay, Carmela!.

## Premis
El 2015 va rebre el Premi Unión de Actores al millor actor de repartiment de teatre pel seu paper a Cuando deje de llover.
Va ser nominat al Goya al millor actor secundari als Goya de l'any 2016 per la pel·lícula dirigida per Daniel Guzmán A cambio de nada.